# César Vinício Cervo de Luca
César Vinício Cervo de Luca, mais conhecido simplesmente como César (Rio de Janeiro, 19 de maio de 1979), é um ex-futebolista brasileiro que atuava como zagueiro.

## Carreira
No final da temporada 2006/2007, o Chievo Verona adquiriu o seus direitos integralmente junto ao Catania.

## Títulos
Fluminense
- Campeonato Carioca: 2002[4][5]

Virtus Entella
- Lega Pro Prima Divisione: 2013–14